# Fermeture autoagrippante

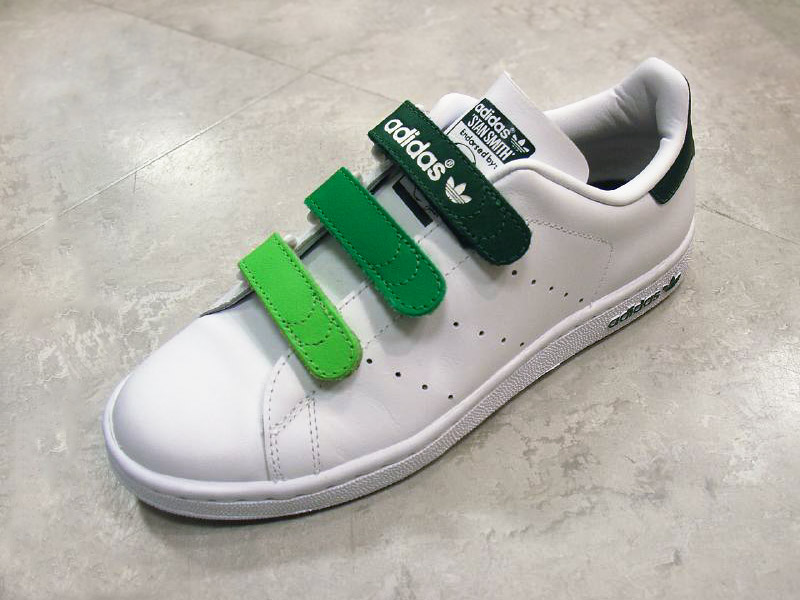
Une chaussure utilisant des fermetures autoagrippantes.

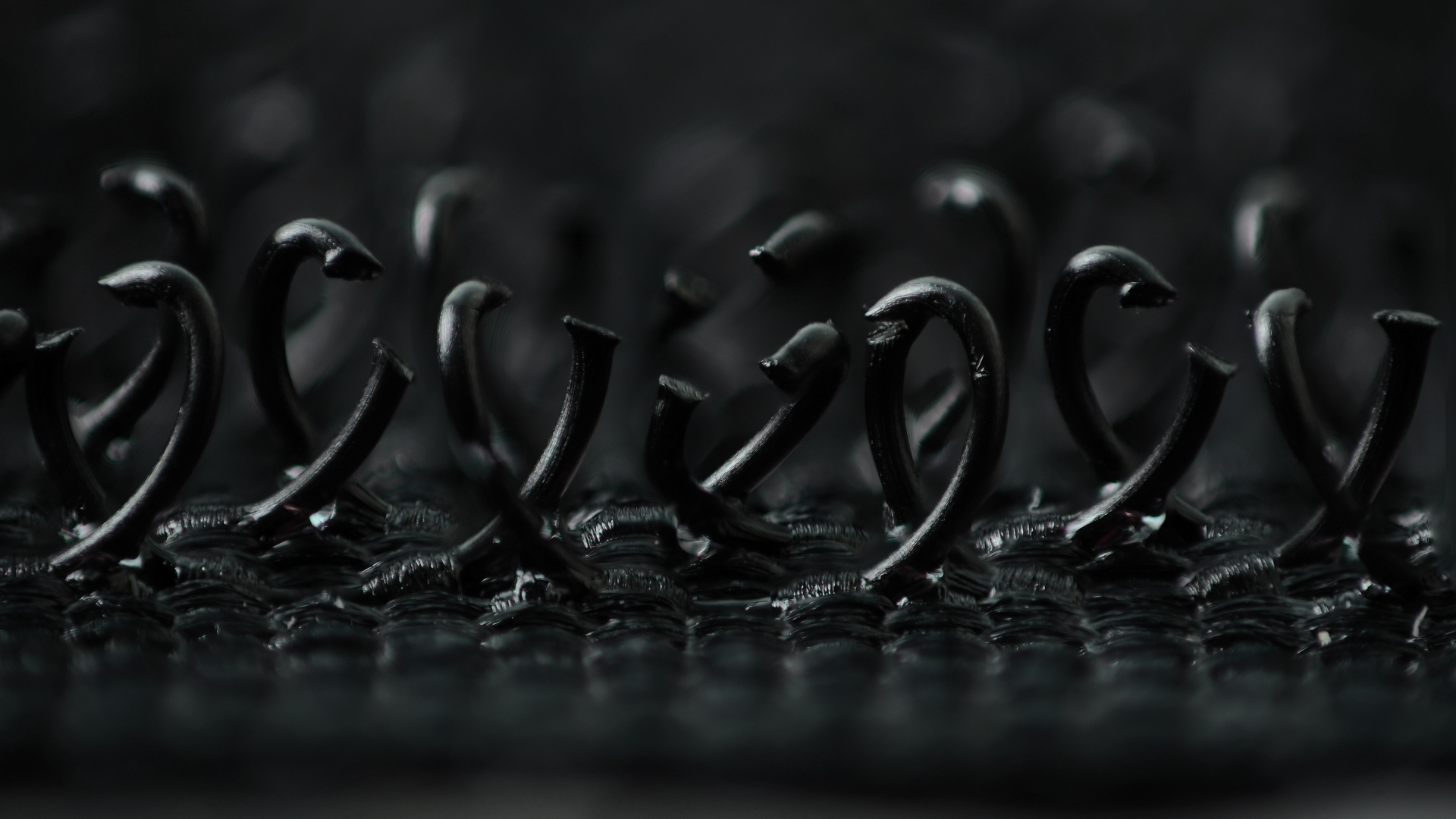
Photographie macro des crochets.

Une fermeture autoagrippante (ou fermeture auto-agrippante, ou système de fermeture autoagrippante, en anglais « hook-and-loop fastener »), aussi appelé « velcro » par onomastisme d'après le nom de marque lexicalisé de la compagnie Velcro, ou « scratch » dans le langage familier (onomatopée du bruit fait par la séparation de la fixation), est constituée de deux composants : typiquement, deux bandes textiles sont attachées aux surfaces opposées à fixer. Le premier composant comporte de minuscules crochets, le second des boucles plus petites. Lorsque les deux sont pressés l'un contre l'autre, les crochets s'accrochent dans les boucles et les deux pièces se fixent ou se lient temporairement. Lorsqu'elles sont séparées, en tirant ou en pelant les deux surfaces, les bandes produisent un son distinctif de « déchirure ».
Inventée en 1941 par l'ingénieur suisse George de Mestral, elle se retrouve ensuite dans de nombreuses applications, des combinaisons spatiales de la NASA aux chaussures pour enfants « à scratch ».

## Histoire

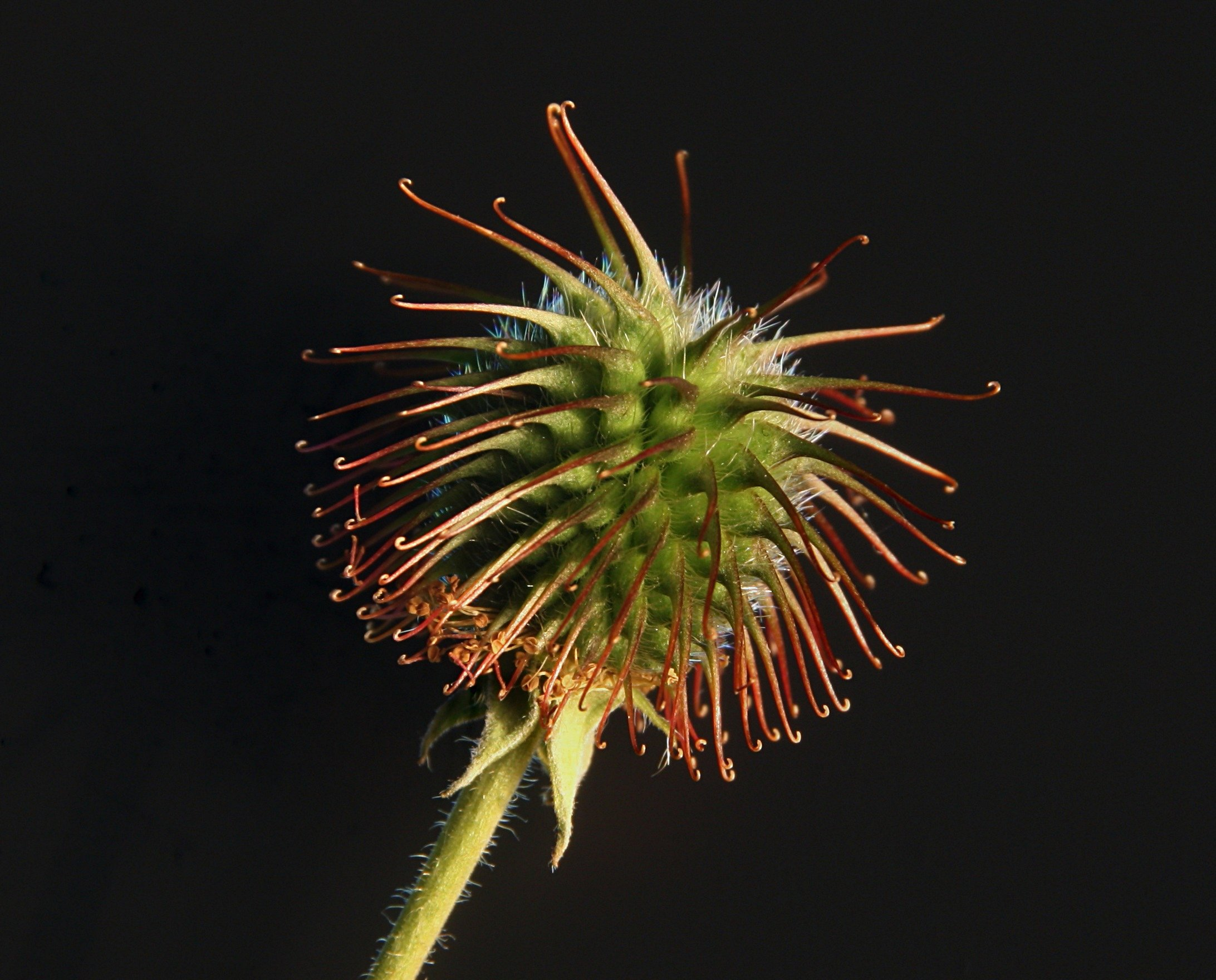
De minuscules crochets peuvent être vus recouvrant la surface de cette graine. La conception de la fermeture autoagrippante imite ce mécanisme naturel.

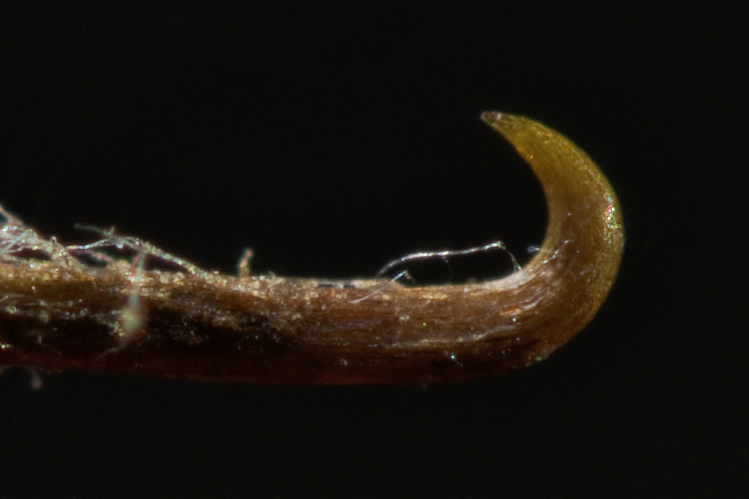
Gros plan d'une seule épine de petite bardane.

La fermeture autoagrippante originale est conçue en 1941 par l'ingénieur suisse George de Mestral,,. L'idée lui vient un jour après son retour d'un voyage de chasse avec son chien dans les Alpes. Il regarda de près les graines de bardane accrochées à ses vêtements et à la fourrure de son chien. Il les examine au microscope et note leurs centaines de « crochets » qui s'accrochent à tout ce qui a une boucle, comme des vêtements, de la fourrure animale ou des poils. Il voit alors la possibilité de lier deux matériaux de manière réversible de manière simple s'il parvient à trouver comment dupliquer les crochets et les boucles. Cette invention est considérée par Steven Vogel ou Werner Nachtigall comme un exemple clé de l'inspiration sur la nature ou de la copie des mécanismes de la nature (appelés bionique ou biomimétisme).
La proposition de de Mestral est d'abord critiquée par les chefs de file de l'industrie lorsqu'il porte son idée à Lyon, qui est alors un centre de tissage. Il réussit tout de même à obtenir l'aide d'un tisserand, qui produit deux bandes de coton d'après les dessins de de Mestral. Cependant, le coton s'effiloche et s'use en un laps de temps relativement court. En conséquence, de Mestral commence à explorer l'utilisation de fibres synthétiques, estimant qu'elles fourniraient un produit plus résistant. De Mestral choisit finalement le nylon, car il ne s'effiloche pas facilement ou n'attire pas la moisissure, n'est pas biodégradable et pourrait être produit en fils d'épaisseur variable.
Avec une méthode essai-erreur, de Mestral découvre finalement que, lorsqu'il est cousu sous une lumière infrarouge, le nylon forme de petites formes de crochet. Cependant, il ne trouve pas encore un moyen de mécaniser le processus et de créer le côté en boucle. Il découvre ensuite que le fil de nylon, une fois tissé en boucles et traité thermiquement, conserve sa forme et est élastique mais les boucles doivent être coupées juste au bon endroit pour pouvoir être réutilisées plusieurs fois. Il utilise ensuite une paire de cisailles et coupe le dessus des boucles, créant ainsi des crochets qui correspondent parfaitement aux boucles.
La mécanisation du processus de tissage des crochets prend huit ans, et il faut encore une autre année pour créer le métier à tisser coupant les boucles après les avoir tissées. En tout, il lui faut dix ans pour créer un processus mécanisé qui fonctionne.
De Mestral soumet son idée pour un brevet en Suisse en 1951, qui lui est accordé en 1955. En quelques années, il obtient des brevets et commence à ouvrir des magasins en Allemagne, en Suisse, en Grande-Bretagne, en Suède, en Italie, aux Pays-Bas, en Belgique et au Canada. En 1957, il se lance dans le centre textile de Manchester, New Hampshire aux États-Unis.
La chroniqueuse Sylvia Porter fait la première mention du produit dans sa chronique Your Money's Worth du 25 août 1958, en écrivant : « C'est avec un enthousiasme compréhensible que je vous livre aujourd'hui un reportage exclusif sur cette nouvelle : une 'fermeture éclair sans fermeture éclair' a été inventée - enfin. Le nouveau dispositif de fixation est à bien des égards potentiellement plus révolutionnaire que ne l'était la fermeture éclair il y a un quart de siècle. »
Une entreprise montréalaise, Velek, Ltd., acquiert le droit exclusif de commercialiser le produit en Amérique du Nord et du Sud, ainsi qu'au Japon avec la compagnie Velcro, Inc. du New Hampshire et Velcro Sales de New York.
De Mestral obtient des brevets dans de nombreux pays juste après avoir inventé les fixations, car il s'attend à une forte demande immédiate. Cependant, en partie à cause de son apparence cosmétique, l'intégration de la fermeture autoagrippante dans l'industrie textile prend du temps.[réf. nécessaire] À l'époque, les attaches semblent être faites à partir des restes de tissu bon marché et ne sont donc pas cousues dans les vêtements ou largement utilisées lors de ses débuts au début des années 1960. Cela est également considéré comme peu pratique.
Un certain nombre de produits Velcro Corporation sont exposés lors d'un défilé de mode à l'hôtel Waldorf-Astoria à New York en 1959 et le système gagne énormément en popularité lorsqu'il est utilisé dans l'industrie aérospatiale pour aider les astronautes à manœuvrer dans et hors de combinaisons spatiales encombrantes. Cependant, cela renforce l'opinion populaire que cette fermeture n'a que des applications limitées.
L'utilisation se développe ensuite chez les skieurs, qui voient des similitudes entre leurs vêtements d'extérieur et ceux des astronautes, et voient ainsi les avantages d'une combinaison plus facile à enfiler et à enlever. Son utilisation dans l'équipement de plongée suit ensuite,.
Au milieu des années 1960, les fermetures autoagrippantes sont utilisées dans les créations futuristes de créateurs de mode tels que Pierre Cardin, André Courrèges ou Paco Rabanne.
Les améliorations ultérieures comprennent le renforcement du filament en ajoutant du polyester.
En 1978, le brevet de George de Mestral expire, provoquant un flot d'imitations à bas prix de Taïwan, de Chine et de Corée du Sud sur le marché. George de Mestral est intronisé au National Inventors Hall of Fame des États-Unis pour son invention.

## Force

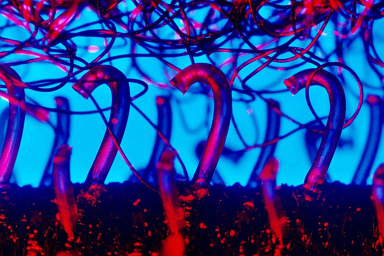
Fermeture autoagrippante photographiée à l'aide d'un microscope à faible puissance.

Différentes constructions et forces sont possibles. Certaines attaches sont suffisamment solides pour qu'un carré de 5 × 5 cm suffise pour supporter une masse de 80 kg. Les attaches constituées de boucles en téflon, de crochets en polyester et de support en verre sont utilisées dans les applications aérospatiales, par exemple sur les navettes spatiales américaines. La force de la liaison dépend de la qualité de l'enrobage des crochets dans les boucles, de la superficie en contact avec les crochets et de la nature de la force qui les sépare. Si le crochet et la boucle sont utilisés pour coller deux surfaces rigides, telles que les panneaux de carrosserie et le châssis, la liaison est particulièrement forte car toute force séparant les pièces est répartie uniformément sur tous les crochets. En outre, toute force poussant les pièces ensemble est appliquée de permet d'engager plus de crochets et de boucles.

## Avantages et inconvénients
Ces attaches sont faciles à utiliser, sûres et ne nécessitent pas d'entretien. Il n'y a qu'une diminution minimale de l'efficacité même après de nombreuses fixations et déblocages. Le bruit de déchirement peut également être utile contre les pickpockets. Ce bruit peut aussi se révéler être un inconvénient lorsque la discrétion est nécessaire, par exemple pour une utilisation militaire.
Elle a aussi quelques défauts comme la tendance à accumuler des poils et de la poussière dans ses crochets après quelques mois d'utilisation régulière. Les boucles peuvent aussi s'allonger ou se casser après une utilisation prolongée. Les crochets s'attachent souvent aux articles d'habillement, en particulier à ceux tissés lâchement comme les pull-overs.
Les textiles peuvent contenir des produits chimiques ou des composés, tels que des colorants, qui peuvent être allergènes aux personnes sensibles. Certains produits sont testés selon la norme de certification Oeko-tex, qui impose des limites sur le contenu chimique des textiles pour répondre à la question de la sécurité écologique humaine.

## Applications

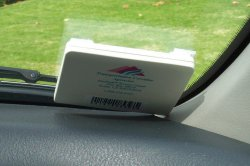
Transpondeur RFID attaché à la voiture avec attache tactile.

En raison de leur facilité d'utilisation, les attaches à crochets et boucles sont utilisées pour une grande variété d'applications où une liaison temporaire est requise. Elle est particulièrement populaire dans les vêtements afin de remplacer des boutons, des fermetures éclair ou des agrafes de colliers ras du cou textiles, et encore comme attache de chaussures notamment pour les enfants qui n'ont pas encore appris à nouer leurs lacets. Elles peuvent aussi être utilisées dans les vêtements adaptés, conçus pour les personnes handicapées physiques, les personnes âgées et les infirmes, qui peuvent éprouver des difficultés à s'habiller.
Ces attaches permettent le maintien du cœur humain lors de la première chirurgie cardiaque artificielle. Elle est utilisée dans centrales nucléaires et les chars d'assaut pour maintenir les lampes torche sur les murs. Elles sont aussi utilisées dans les voitures pour coller des tapis de sol par exemple ou à la maison pour maintenir des draperies ou des tapis en place.
Ce système fait partie intégrante de jeux tels que le rugby foulard et le flag football, et est utilisé dans les leashes de planche de surf.
La NASA utilise de manière significative les fermetures auto-agrippantes. Chaque navette spatiale volait équipée de « dix mille pouces » d'une attache spéciale faite de boucles en téflon, de crochets en polyester et d'un support en verre. Elles sont aussi largement utilisées pour les combinaisons des astronautes et équipements d'ancrage. Dans des conditions quasi d'apesanteur en orbite, des attaches autoagrippantes sont utilisées pour maintenir temporairement les objets et les empêcher de flotter. Un bout de velcro est également utilisé à l'intérieur des casques des astronautes où il sert de grattoir pour le nez. Pendant les repas, les astronautes utilisent des plateaux qui se fixent à leurs cuisses à l'aide de ressorts et d'attaches. Ce type d'attache est également utilisé à bord de la Station spatiale internationale.

## Normes
- ASTM D5169-98 (2010) Méthode d'essai standard pour la résistance au cisaillement (méthode dynamique) des attaches autoagrippantes
- ASTM D5170-98 (2010) Méthode d'essai standard pour la résistance au pelage (méthode «T») des attaches
- Terminologie standard ASTM D2050-11 relative aux attaches et fermetures utilisées avec les textiles

## Velcro jumping
Le Velcro jumping est un jeu dans lequel des personnes portant des combinaisons couvertes de petits crochets font un saut en courant et se jettent le plus haut possible sur un mur recouvert de boucles,. Le mur est une structure gonflable. Il n'est pas nécessairement complètement recouvert du matériau et il y aura souvent des bandes verticales de crochets.
L'animateur de l'émission de télévision David Letterman immortalise cela lors de l'épisode du 28 février 1984 de Late Night with David Letterman sur NBC. Il prouve qu'avec suffisamment de matériel, un homme pouvait être jeté contre un mur et rester accroché,,.
La pratique se développe ensuite, avec des sociétés de divertissement louant des murs et des combinaisons pour 400 à 500 dollars par jour. Cela gagne aussi les pubs de New York et de Nouvelle-Zélande.

## Dans la culture populaire
- 1969-1972 : Les attaches de marque Velcro sont utilisées sur les combinaisons, les sacs de collecte d'échantillons et les véhicules lunaires lors de toutes les missions du programme Apollo sur la Lune[18].
- 1984 : David Letterman porte un costume en velcro et saute d'un trampoline sur un mur recouvert du produit lors d'un entretien avec le directeur des ventes industrielles de Velcro Companies aux États-Unis[19].
- 1996 : Dans le film de John Frankenheimer, L'île du docteur Moreau , l'assistant de Moreau prétend en plaisantant que le médecin a remporté son prix Nobel pour avoir inventé le Velcro[20].
- 1997 : La fixation fait partie d'une blague récurrente dans divers médias dans laquelle on prétend que les humains modernes seraient incapables de l'inventer, et qu'il s'agit en fait d'une forme de technologie de pointe. Par exemple, l'Agent K affirme dans Men in Black que Velcro est à l'origine une technologie extraterrestre[21]
- 2002 : L'épisode de Star Trek: Enterprise Carbon Creek dépeint le Velcro comme étant introduit dans la société humaine par les Vulcains en 1957. L'un des Vulcains de l'épisode est nommé « Mestral », du nom de l'inventeur et fondateur de la marque de l'attache[22].
- 2004 : L'un des personnages du film Garden State fait fortune en inventant le « Velcro silencieux »[23].
- 2016 : Comme poisson d'avril, Lexus présente les sièges « à orientation arrière à couplage de charge variable (V-LCRO) », une technologie qui attache le conducteur au siège avec un produit de marque Velcro pour permettre des virages plus agressifs[24].